# جيب كورليس
جيب كورليس (بالإنجليزية: Jeb Corliss)‏ هو مذيع أمريكي، ولد في 25 مارس 1976 في نيومكسيكو في الولايات المتحدة.

## وصلات خارجية
- الموقع الرسمي
- جيب كورليس على موقع IMDb (الإنجليزية)
- جيب كورليس على موقع قاعدة بيانات الفيلم (الإنجليزية)